# Asphalt (jeu vidéo, 1986)
Cet article concerne le jeu vidéo de 1986. Pour les articles homonymes, voir Asphalt.
Asphalt est un jeu vidéo d'action, sorti en 1986 sur Amstrad CPC, développé par Christophe Gomez et édité par Ubisoft.

## Synopsis
Le jeu se déroule en 1991, aux États-Unis, où une nouvelle loi autorise les véhicules à s'équiper en armes. Le joueur doit éviter des gangs de pillards motorisés pour acheminer une cargaison de bonbonnes de gaz à Détroit. Pour réussir à parvenir à destination, sans encombre, le camion est équipé d'une tourelle, de lance-flammes et de mines .